# Félix Savart
|  | No s'ha de confondre amb Felix Savary. |

Félix Savart   (Mézières, 30 de juny de 1791 - París, 16 de març de 1841) fou un físic francès conegut pels seus treballs en acústica i electromagnetisme.

## Vida i Obra
Nascut en una família d'enginyers militars que es va traslladar a Metz en fundar-se l'escola d'artilleria, va estudiar medicina i cirurgia en un hospital militar de Metz. Després , es va enrolar a l'exèrcit napoleònic on va exercir com a cirurgià en les campanyes de 1810 a 1814. En ser derrotat Napoleó, va ingressar a la universitat d'Estrasburg on va obtenir el doctorat en medicina el 1816. El 1817, retornat a Metz, comença a interessar-se per la física, abandonant a poc a poc la pràctica de la medicina i dedicant-se a l'estudi de l'acústica, especialment dels instruments musicals de corda com el violí, construint instruments basats en principis matemàtics.

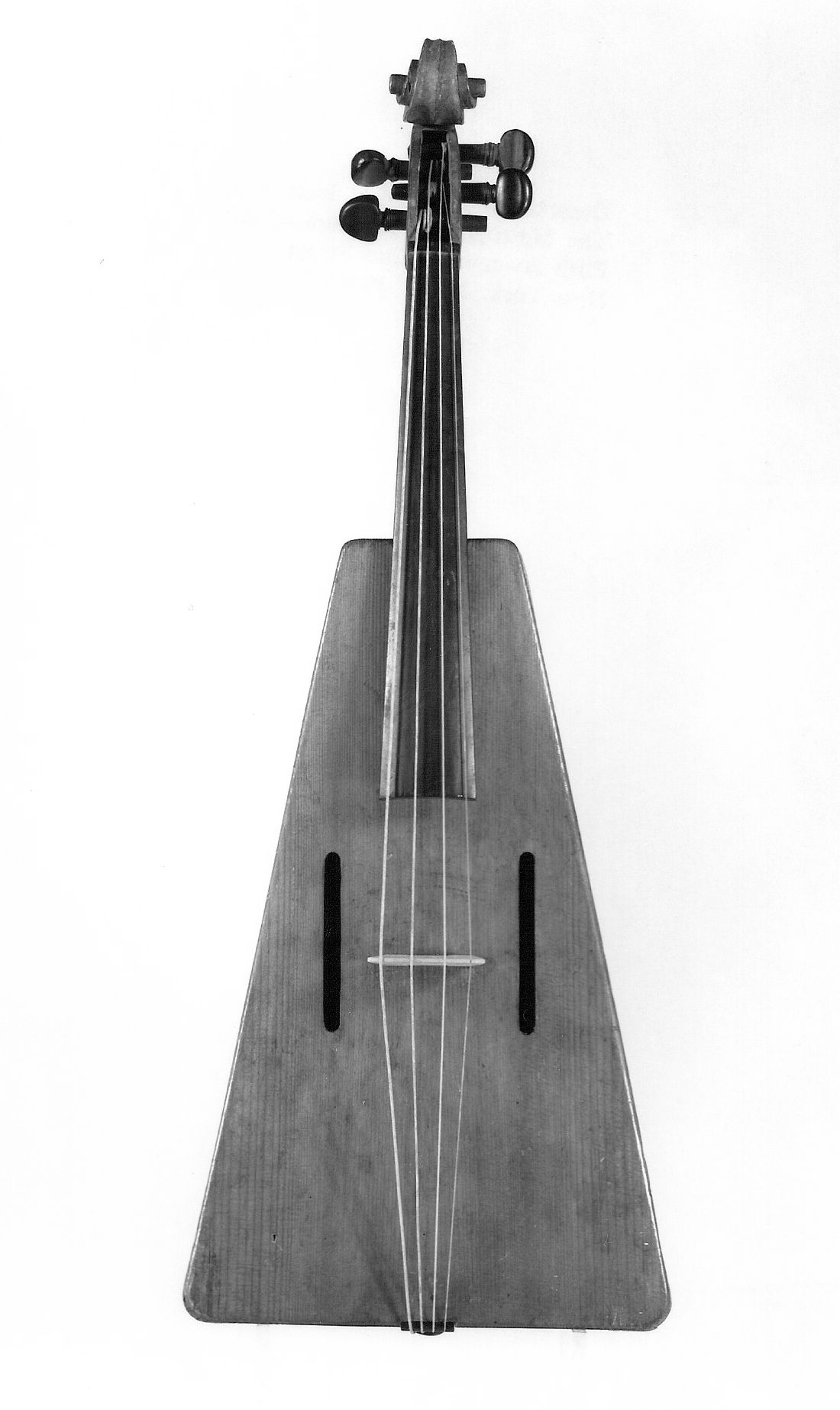
Violí trapezoidal de Savart conservat al MET (1819).

El 1819 se'n va a París per estudiar amb Jean Baptiste Biot i on coneixerà el 1820 Antoine Becquerel amb qui establirà una forta amistat. Amb Biot comença els seus treballs d'electromagnetisme que desembocaran en l'avui coneguda llei de Biot-Savart que relaciona el corrent elèctric amb el camp magnètic que provoca.
Però serà més conegut pels seus treballs d'acústica. Seguint les tècniques desenvolupades per Ernst Chladni i en estreta col·laboració amb el lutier Jean Baptiste Vuillaume, establirà les primeres teories sobre les vibracions. També va fer treballs sobre l'estructura dels materials.
El 1827 va ser escollit membre de l'Acadèmia Francesa de les Ciències, ocupant la vacant que havia deixat Fresnel. El 1828 va ser nomenat conservador del laboratori de física del Collège de France, del que serà catedràtic de física a partir de 1836 en substitució d'André-Marie Ampère.
Va morir sobtadament el 1841, quan encara no tenia cinquanta anys, i va ser enterrat al cementiri del Père-Lachaise.
Els seus treball més importants són:
- Mémoire sur la construction des instruments à chordes et à archet (Paris, 1819), que va ser la seva carta de presentació a Biot, immediatament publicat per l'Acadèmie des Sciences.[11]
- Mémoire sur la communication des mouvements vibratoires entre les corps solides (1820)
- Note sur le magnétisme de la pile de Volta (1820), escrit conjuntament amb Biot.
- Recherches sur les vibrations de l'air (1823)
- Mémoire sur les vibrations des corps solides, considérées en général (1824)
- Recherches sur l'élasticité des corps qui cristallisent regulièrement (1829)
- Recherches sur la structure des métaux (1829)
- Sur les modes de division des plaques vibrantes (1840)[12]